# Brumăriță cu piept ruginiu
Brumărița cu piept ruginiu (Prunella strophiata) este o pasăre cântătoare mică din ordinul paseriformelor, familia Prunellidae, endemică în Himalaya, coborând iarna la altitudini mai joase. Se găsește în Afganistan, Bhutan, Tibet, China, India, Myanmar, Nepal și Pakistan. Habitatul său natural este pădurea temperată.

## Galerie

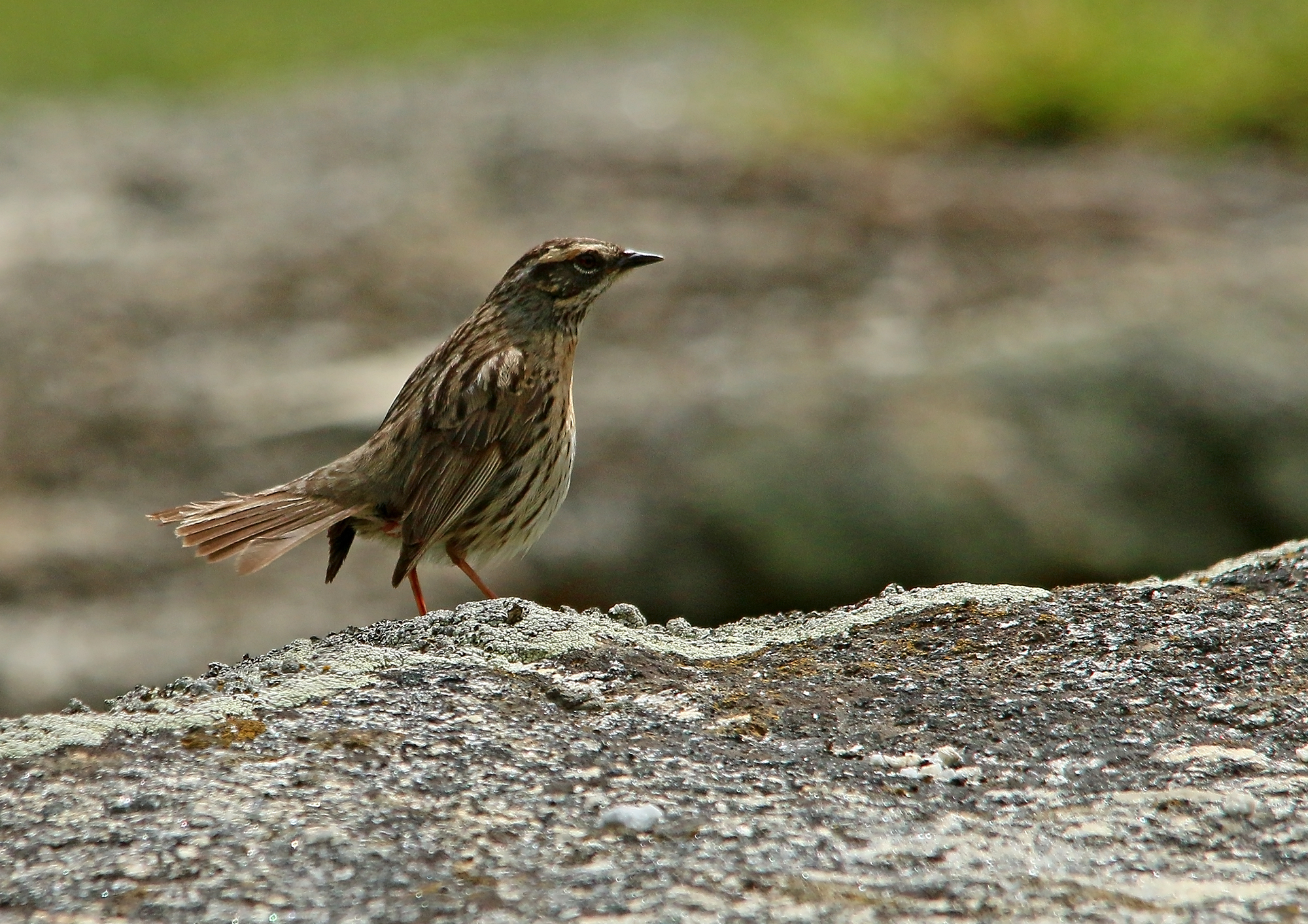
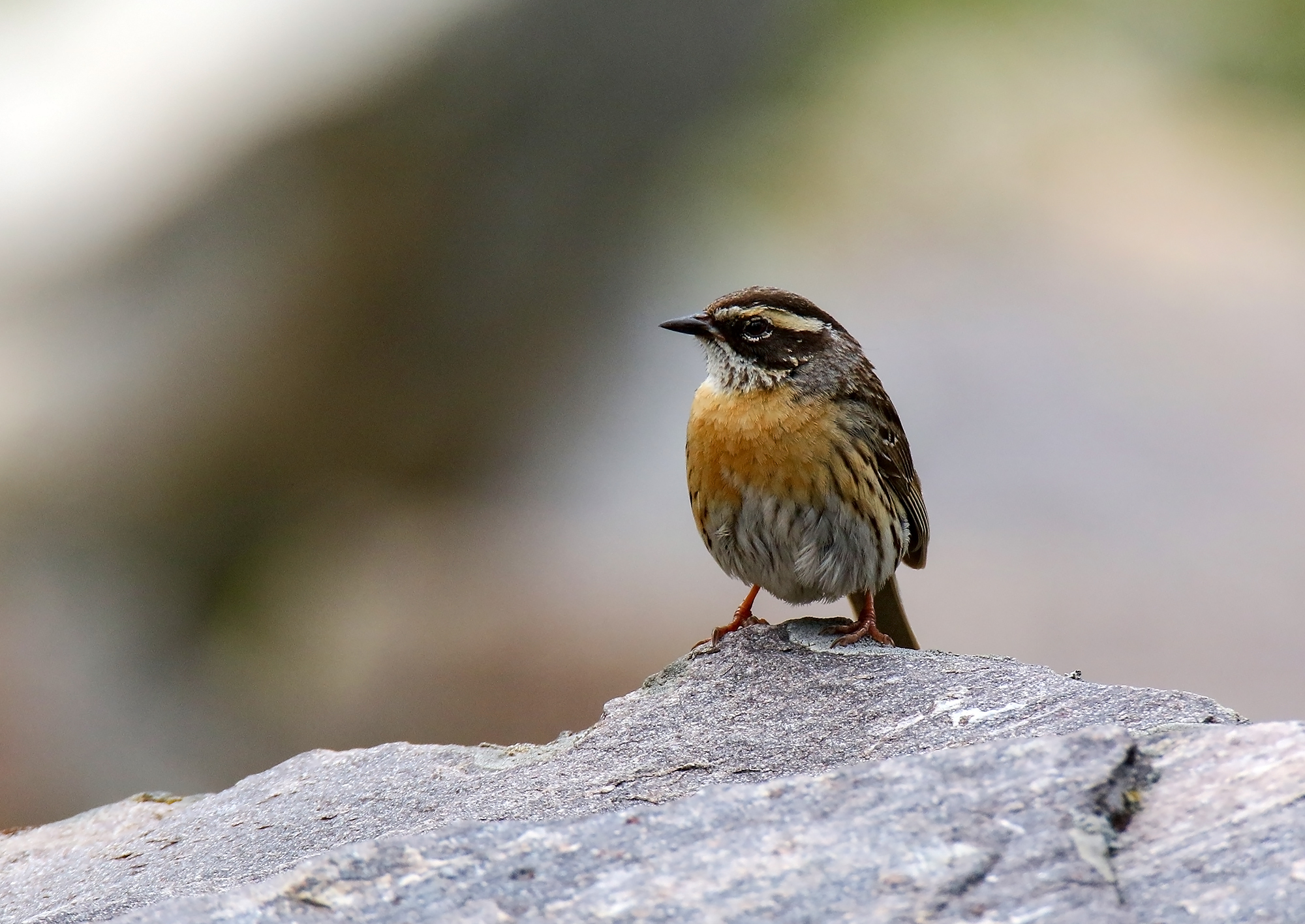
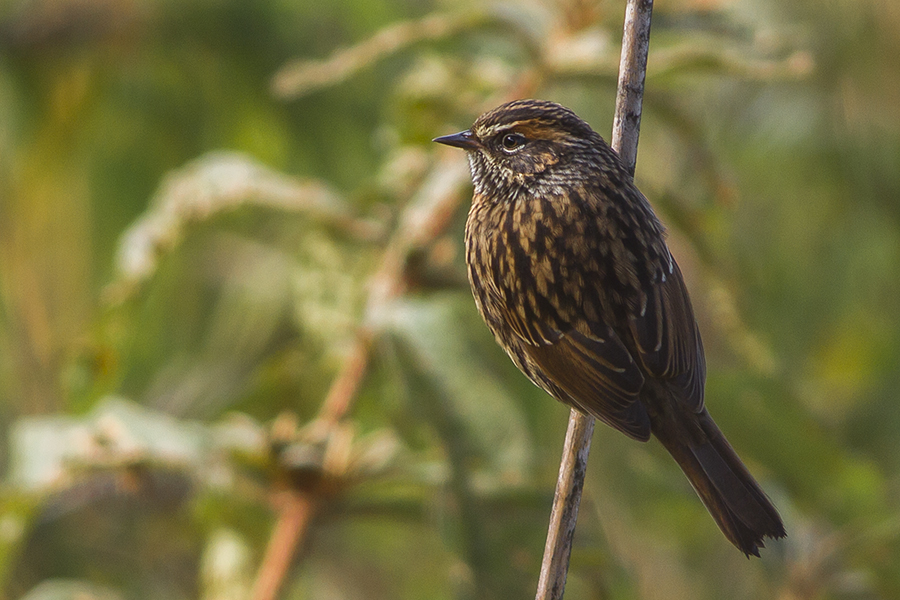
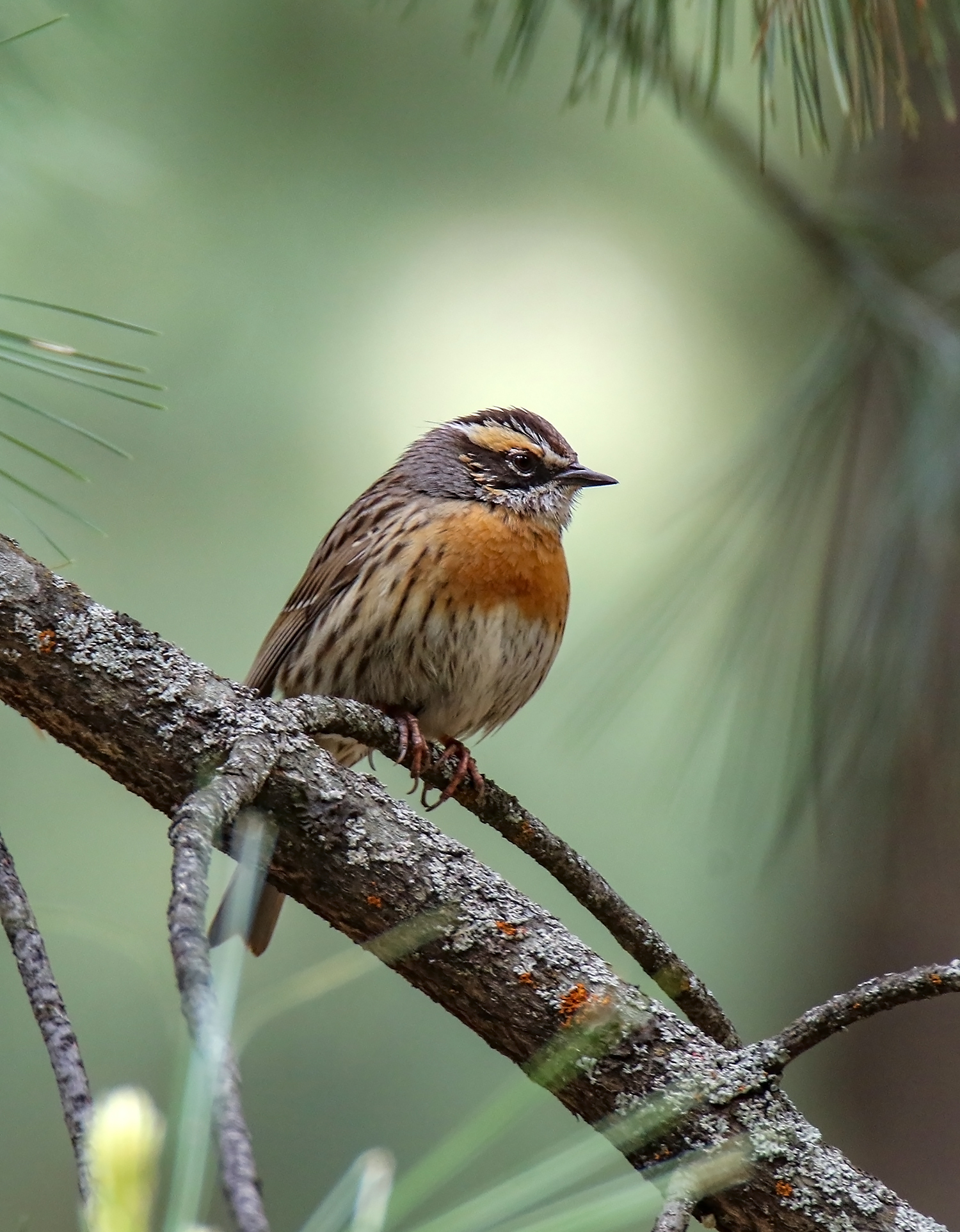
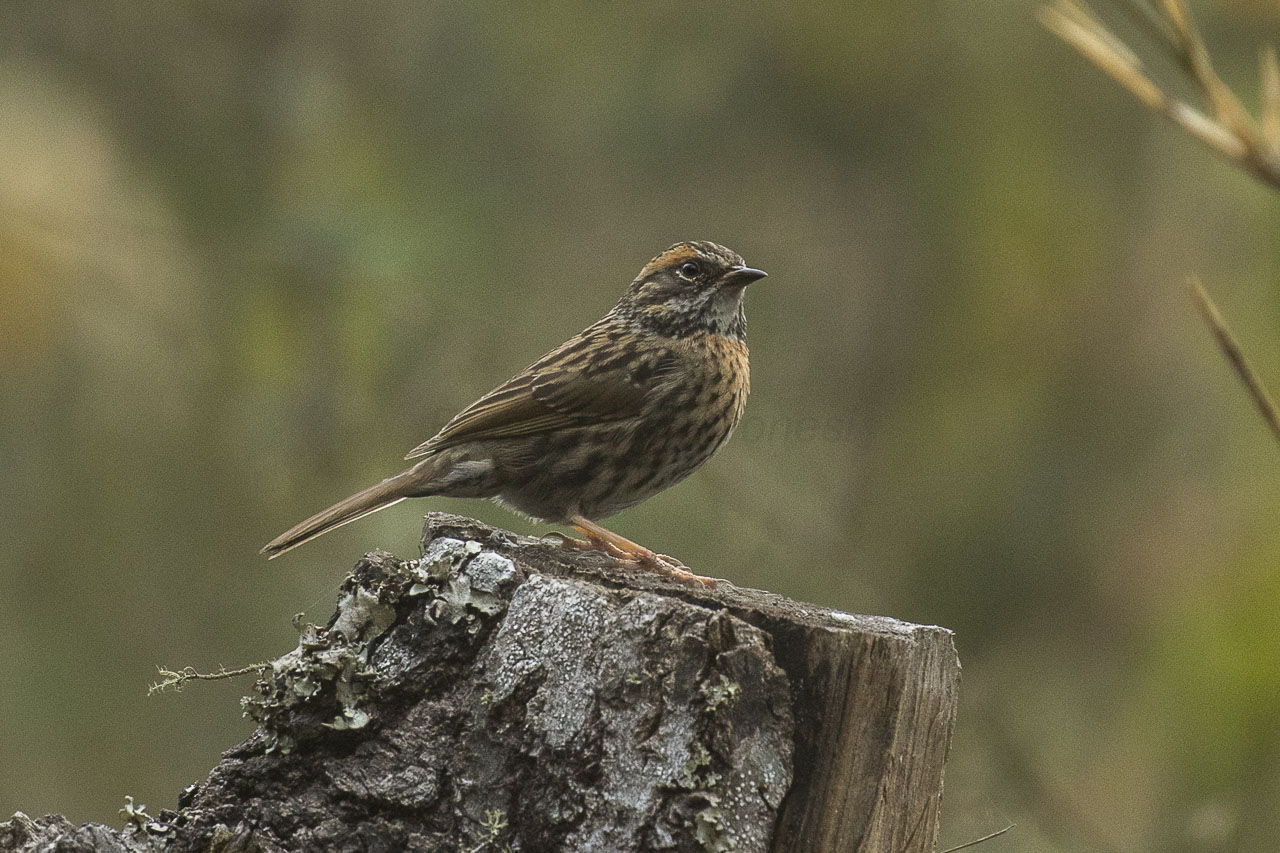
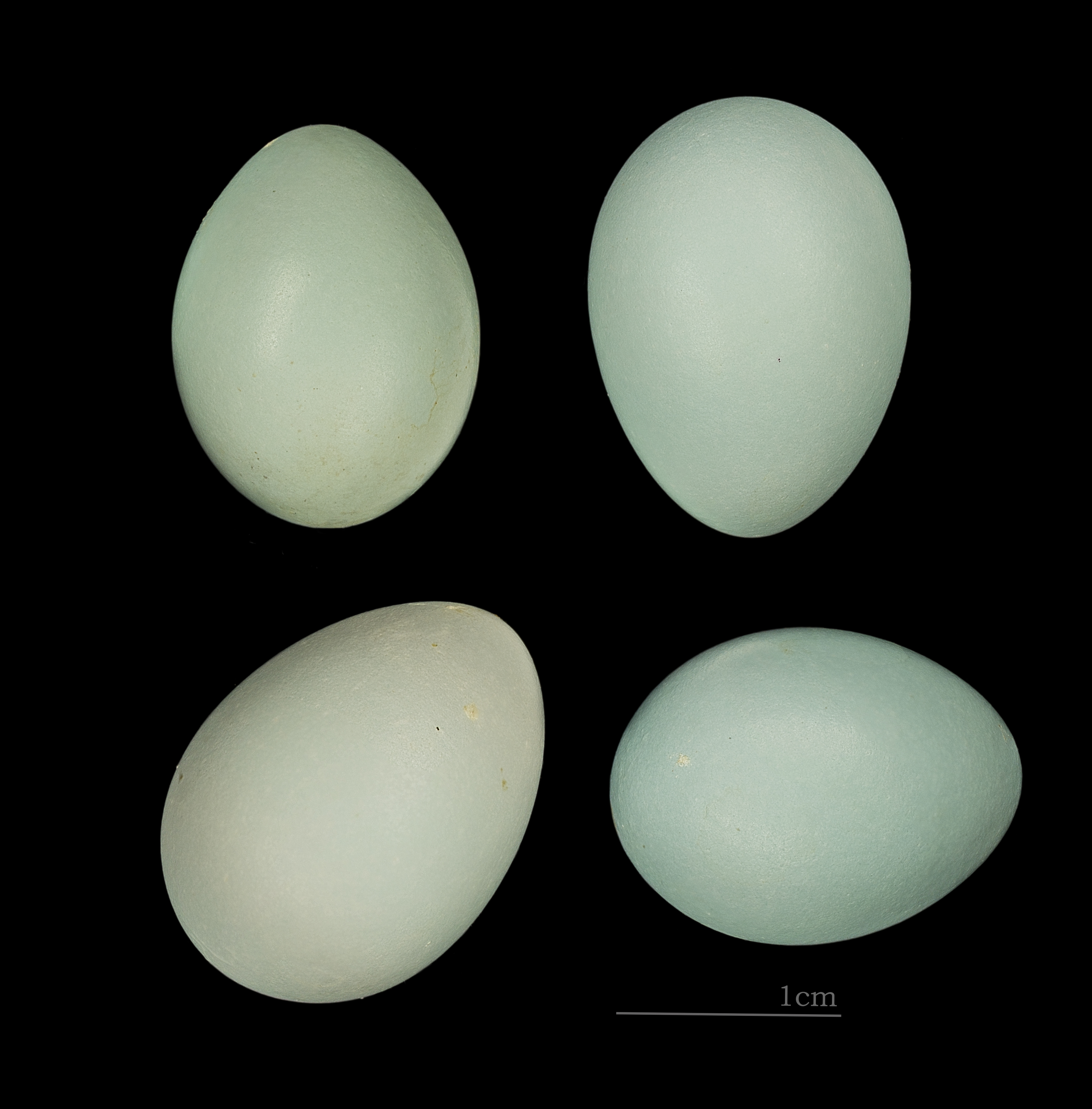
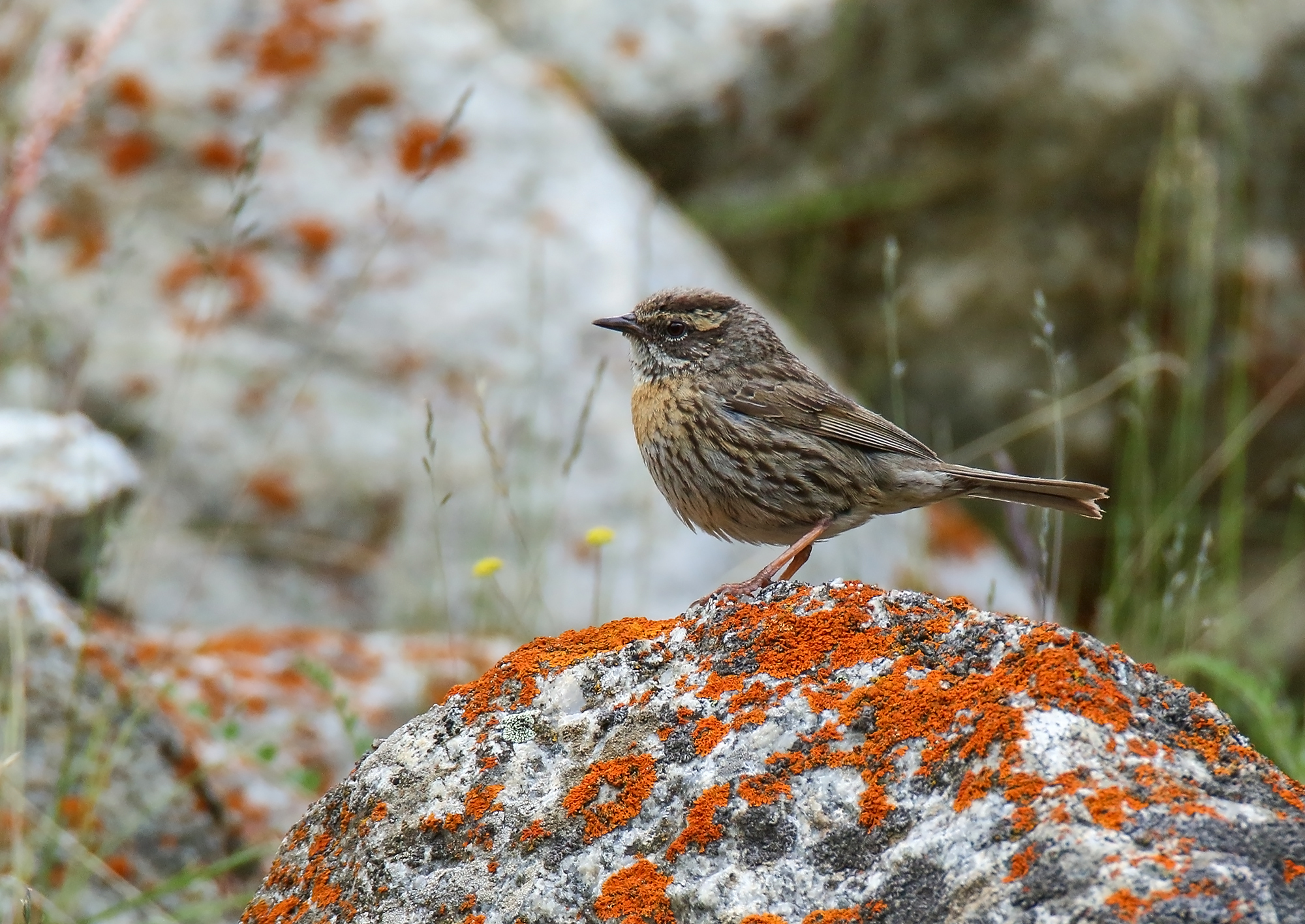